# 延安内貌
《延安內貌》，又名《延安內幕》、《西北線上》，是一部於1941年在香港首映的無聲黑白紀錄片，由香港導演林蒼、徐天翔執導，紀錄了林蒼等人於1938年在當時中國共產黨根據地延安的所見所聞。《延安內貌》為本片於1949年10月在香港再度公映時的片名。2011年，本片被香港康樂及文化事務署香港電影資料館推選為「百部不可不看的香港電影」之一。:6

## 簡介
1938年，導演林蒼等人在中國戰時電影研究會支持下，赴中國共產黨根據地延安生活了九個月。期間拍攝了處於抗戰時期（八路軍時期）的延安實況，包括當地環境，毛澤東、朱德、林彪、滕代遠等指揮官、文人丁玲等，還有中國共產黨在當地創辦的中國抗日軍政大學、魯迅藝術學院、魯迅小學，以及五一勞動節大會、軍隊的生活與演習情況。
1941年首映時本片與另一紀錄片《百粵風雲》同場上映。

## 資料來源
1. 1 2 3 4 5 6 7 8 9 10 11 12 13  郭靜寧 (编).  增訂本. 香港: 香港電影資料館. 2020: 218–219. ISBN 978-962-8050-73-4.
2. 1 2 3 4 5 6  . 大公報. 1941-06-03: 第一張第二版 （中文（香港））.
3. 1 2 3 4 5 6  . 藝林半月刊. 1941-04-16, (96): 9.
4. ↑   (PDF). 香港特別行政區康樂及文化事務署香港電影資料館.   [2021-05-10]. （原始内容 (pdf)存档于2012-09-19）.
5. 1 2 3  . 香港政府資訊中心.   [2022-03-26]. （原始内容存档于2021-05-15）.

## 外部連結
- 互联网电影数据库（IMDb）上《延安内貌》的资料（英文）
- 豆瓣电影上《延安内貌》的資料 （简体中文）